# 윤지수
윤지수(尹智秀, 1993년 1월 24일~)는 대한민국의 전직 펜싱 선수로 주 종목은 사브르이다. 2020년 하계 올림픽 여자 사브르 단체전 동메달과 2024년 하계 올림픽 여자 사브르 단체전에서 은메달을 획득했다. 또한 세계 선수권 대회에서 은메달 1개, 동메달 3개를 획득했다.

## 경력
윤지수는 1993년 부산직할시 해운대구에서 태어났다. 아버지인 윤학길은 야구 선수 출신 야구 감독이다. 상당초등학교를 거쳐 2005년 양운중학교에 진학 후 본인의 요청으로 해체된 펜싱부가 재건되어 본격적으로 펜싱을 시작했다.
한국조형예술고등학교 3학년 때인 2011년에 국가대표로 발탁되었으며 2021년 8월 도쿄에서 열린 2020년 하계 올림픽에 참가했다. 개인전에서는 16강에서 우즈베키스탄의 자이나프 다이베코바에게 패했으나 단체전에서 동메달을 획득했다. 당시 이탈리아와의 동메달 결정전 당시 10점차로 밀리던 6바우트에서 11점을 획득하고 5실점을 내주면서 승리에 기여했다.
2023년 9월 중국 항저우에서 열린 2022년 아시안 게임에 참가했으며 여자 사브르 개인전에서 개최국 중국의 사오야치를 꺾으며 금메달을 획득하였다.
2024년에는 파리에서 열린 2024년 하계 올림픽에 참가, 펜싱 여자 사브르 단체전에서 은메달을 획득하였다.

## 학력
- 상당초등학교
- 양운중학교
- 한국조형예술고등학교
- 동의대학교 레저스포츠학과

## 경력 및 수상
- 2018년 제18회 자카르타-팔렘방 아시안 게임 여자 사브르 단체전 금메달
- 2014년 제17회 인천 아시안 게임 펜싱 여자 사브르 단체전 금메달
- 2013년 제17회 인천 아시안 게임 여자 펜싱 국가대표
- 2013년 제6회 동아시아경기대회 펜싱 여자 사브르 단체전 금메달
- 월드컵 A급 펜싱대회 여자 사브르 단체전 금메달
- 2012년 아시아펜싱선수권대회 여자 사브르 개인전 금메달

## 같이 보기

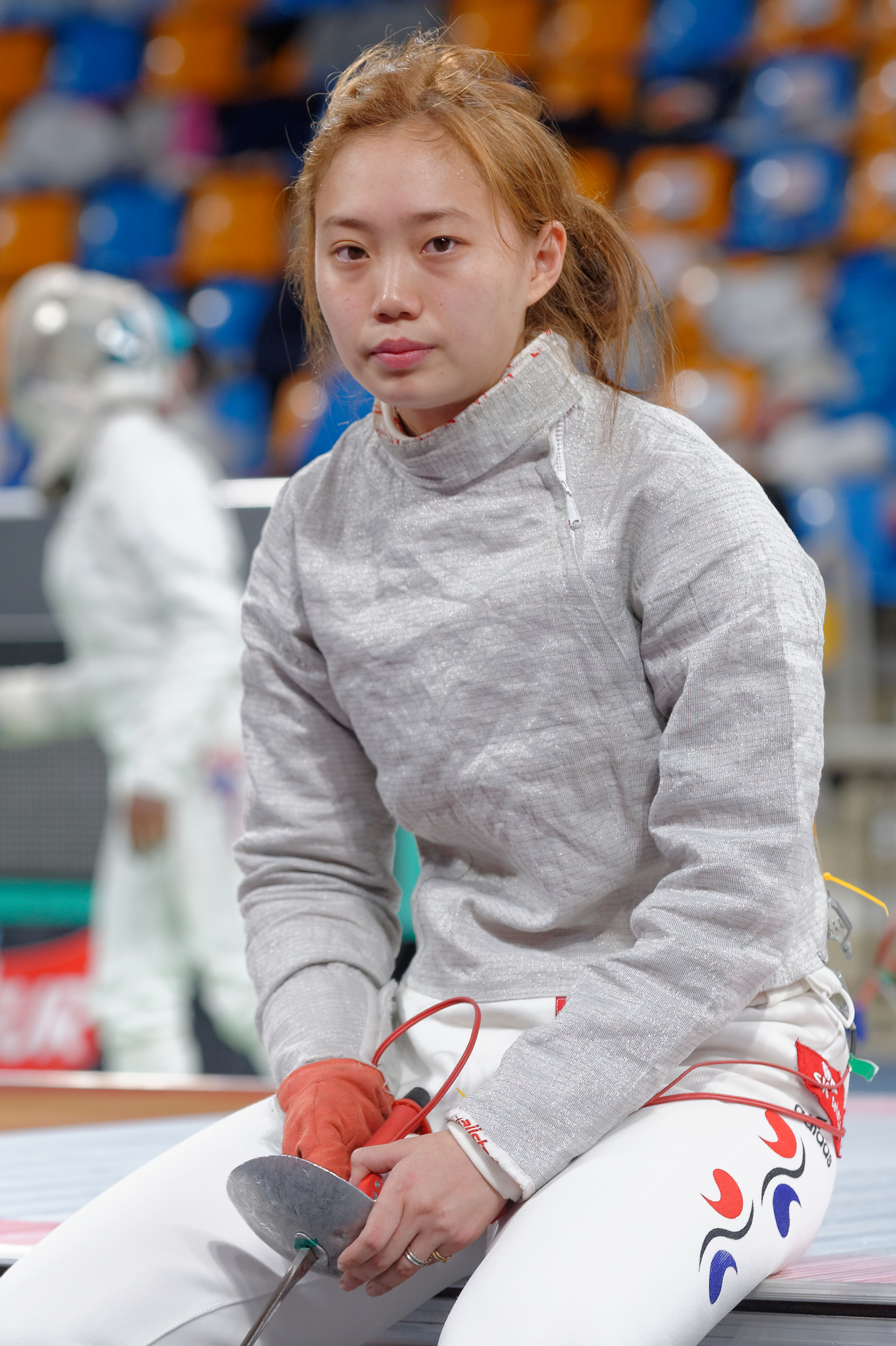
2014년 오를랑 월드컵 당시의 윤지수

- 이광세
- 윤학길
- 전희숙
- 이라진
- 신아람
- 구본길